# Josh O’Connor (Fußballspieler)
Josh O’Connor (* 16. Juni 2004 in Edinburgh) ist ein schottischer Fußballspieler, der beim Crusaders FC unter Vertrag steht.

## Karriere
Josh O’Connor wurde im Jahr 2004 als Sohn des ehemaligen schottischen Fußballnationalspielers Garry O’Connor in Edinburgh geboren und begann seine Karriere in den Jugendmannschaften von Hibernian. Im März 2022 debütierte O’Connor für die erste Mannschaft der „Hibs“ in der Scottish Premiership gegen den FC Aberdeen, als er bei der 1:3-Niederlage für Elias Hoff Melkersen eingewechselt wurde. Mit der U19-Mannschaft erreichte er in der Saison 2022/23 die Play-offs der Youth League, in dem die „Hibs“ mit 1:2 gegen Borussia Dortmund verloren. Insgesamt gelang dem Stürmer ein Tor in fünf Spielen. Daneben kam er im Januar 2023 zu zwei weiteren Einsätzen als Einwechselspieler in der ersten Liga gegen Aberdeen (6:0) und Ross County (1:1). O’Connor unterzeichnete im Mai 2023 einen neuen Zweijahresvertrag bei den „Hibs“, während der Verein außerdem ankündigte, dass er für die Saison 2023/24 an den Zweitligisten Airdrieonians FC ausgeliehen werde. Im Jahr 2024 war O’Connor einmal als Leihspieler für den Dundalk FC aktiv.
Im Januar 2025 wechselte O’Connor nach Nordirland zum Crusaders FC.